# Liste du patrimoine mondial au Népal
Cet article recense les sites inscrits au patrimoine mondial au Népal.

## Statistiques
Le Népal accepte la Convention pour la protection du patrimoine mondial, culturel et naturel le 20 juin 1978. Les premiers sites protégés sont inscrits en 1979.
En 2013, le Népal compte 4 sites inscrits au patrimoine mondial, 2 culturels et 2 naturels. 
Le pays a également soumis 15 sites à la liste indicative, culturels.

## Listes

### Patrimoine mondial
Les sites suivants sont inscrits au patrimoine mondial.
| Site                                  | Zone       | Type                        | Date | Superficie (ha) | Lien | Notes | Coordonnées                       | Illus. |
| ------------------------------------- | ---------- | --------------------------- | ---- | --------------- | ---- | ----- | --------------------------------- | ------ |
| Lumbini, lieu de naissance du Bouddha | Lumbinî    | Culturel, (iii), (vi)       | 1997 | 1,95            | 666  |       | 27° 28′ 08″ nord, 83° 16′ 34″ est |        |
| Vallée de Kathmandou                  | Bagmati    | Culturel, (iii), (iv), (vi) | 1979 | 167             | 121  |       | 27° 42′ 14″ nord, 85° 18′ 32″ est |        |
| Parc national Royal de Chitwan        | Narayani   | Naturel, (vii), (ix), (x)   | 1984 | 93 200          | 284  |       | 27° 30′ 00″ nord, 84° 19′ 59″ est |        |
| Parc national de Sagarmatha           | Sagarmatha | Naturel, (vii)              | 1979 | 124 400         | 120  |       | 27° 57′ 54″ nord, 86° 54′ 47″ est |        |

### Liste indicative
Les sites suivants sont inscrits sur la liste indicative.
| Site                                                                                 | Zone        | Type                           | Date | Superficie (ha) | Lien | Notes | Coordonnées                       | Illus. |
| ------------------------------------------------------------------------------------ | ----------- | ------------------------------ | ---- | --------------- | ---- | ----- | --------------------------------- | ------ |
| Architecture rupestre de la vallée Muktinath du Mustang                              | Dhawalagiri | Culturel                       | 1996 |                 | 841  |       | 28° 49′ 01″ nord, 83° 52′ 16″ est |        |
| Complexe des temples de Bhurti (en) et de Dailekh                                    | Bheri       | Culturel (ii), (iv)            | 2008 |                 | 5264 |       | 28° 50′ 17″ nord, 81° 42′ 29″ est |        |
| Complexe du palais de Nuwakot                                                        | Bagmati     | Culturel (iii), (vi)           | 2008 |                 | 5260 |       | 27° 54′ 50″ nord, 85° 09′ 50″ est |        |
| Complexe Rishikesh de Ruru Kshetra                                                   | Lumbinî     | Culturel (ii), (iii), (vi)     | 2008 |                 | 5259 |       | 27° 56′ 28″ nord, 82° 26′ 38″ est |        |
| Implantation médiévale de Kirtipur                                                   | Bagmati     | Culturel (iii), (iv), (vi)     | 2008 |                 | 5258 |       | 27° 40′ 37″ nord, 85° 16′ 41″ est |        |
| Khokana, le village vernaculaire et son patrimoine industriel de graines de moutarde | Bagmati     | Culturel (i), (iii), (iv), (v) | 1996 |                 | 844  |       | 27° 38′ nord, 85° 17′ est         |        |
| La ville médiévale de Tansen                                                         | Lumbinî     | Culturel (iii), (iv), (vi)     | 2008 |                 | 5262 |       | 27° 50′ 56″ nord, 83° 33′ 54″ est |        |
| Le complexe architectural médiéval de Panauti                                        | Bagmati     | Culturel (i), (iii), (iv)      | 1996 |                 | 839  |       | 27° 34′ 59″ nord, 85° 31′ 01″ est |        |
| Le complexe du palais médiéval de Gorkha                                             | Gandaki     | Culturel (i), (iii), (iv)      | 1996 |                 | 842  |       | 28° 00′ 00″ nord, 84° 37′ 59″ est |        |
| Ramagrama, la stupa relique de Bouddha                                               | Lumbinî     | Culturel (i), (iii), (vi)      | 1996 |                 | 843  |       |                                   |        |
| Temple de Ram Janaki                                                                 | Janakpur    | Culturel (ii), (iii), (vi)     | 2008 |                 | 5261 |       | 26° 43′ 48″ nord, 85° 55′ 34″ est |        |
| Tilaurakot, les ruines archéologiques de l'ancien royaume Shakya                     | Lumbinî     | Culturel                       | 1996 |                 | 840  |       | 27° 35′ nord, 83° 05′ est         |        |
| Vajrayogini et implantation ancienne de Sankhu                                       | Bagmati     | Culturel (iii), (iv), (vi)     | 2008 |                 | 5257 |       | 27° 43′ 52″ nord, 85° 27′ 50″ est |        |
| Vallée de Sinja                                                                      | Karnali     | Culturel (ii), (iii)           | 2008 |                 | 5263 |       | 29° 19′ 26″ nord, 81° 58′ 59″ est |        |
| Ville médiévale fortifiée en terre de Lo Manthang                                    | Dhawalagiri | Culturel (ii), (v), (vi)       | 2008 |                 | 5256 |       | 29° 10′ 59″ nord, 83° 57′ 22″ est |        |

#### Sites par province
- Katmandou (1400 m., Kantipur), comme repère principal, avec Lalitpur (Patan)
  - Stupa de Bodnath (Bouddhanath)
  - Stupa de Swayambhunath
  - Place du Darbâr (Patan)
  - Place du Darbâr (Katmandou)
  - Narayanhiti Palace (en) (1963)
  - Temple de Pashupatinath

- Vallée de Katmandou (< 50 km, altitude 1300-1500 m)
  - Kirtipur, 5 km sud-ouest
  - Madhyapur Thimi (5 km Est), très ancienne cité
  - Khokana (en) (district de Lalitpur (Népal)), village traditionnel newar, 8 km
  - Temple de Changu Narayan (325), ou Ganesha Narayan, à environ 13 km de Katmandou et à 4 km au nord de Bhaktapur
  - Sankhu (en) (/Sakma, 17 km Nord-Est), ancienne ville newar
  - Bhaktapur (ou Bhatgaon / Khwopa), 17 km Sud-Est, ancienne cité newar (artisanat, cuisine), place du Darbâr (Bhaktapur)
  - Temple de Sheshnarayan (en), près de Pharping, 20 km SO de Katmandou
  - Panauti (30 km Sud-Est), architecture médiévale en ville ancienne
  - Namobuddha, monastère de Thrangu Tashi Yangtse (1978, 40 km, ENE)

- District de Nuwakot (60 km, Nord-Ouest, province de Bagmati), Palais de Nuwakot (en)

- Province de Lumbini et de Gandaki (> 200 km, Ouest, altitude 90-7200 m)
  - Lumbini, lieu de naissance de Gauthama, pèlerinage bouddhiste
  - Tilaurakot (en)
  - Ramagrama stupa (en), lieu de pèlerinage bouddhiste
  - Complexe Rishikesh de Ruru Kshetra (en), important pèlerinage hindou
  - Tansen, ville médiévale, palais de Tansen, ancienne résidence royale de Rani Mahal
  - Butwal, partie médiévale, partie moderne
  - Pokhara (825 m), seconde ville du Népal, capitale touristique (vers les Annapurna)
  - District de Gorkha : Palais Gorkha (en), grotte de Sita (en), supposée la plus étendue du Népal

- Teraï (200-300 km, toute la zone Sud, partie népalaise de la plaine indo-gangétique, altitude 100-600 m)
  - Janakpur : Janaki Mandir, temple hindou koyri
  - Parc national de Chitawan (160 km, 1973)

- Région du Mustang (Nord-Ouest, 300/450 km, > 2600 m)
  - Lo Mantang, ancienne place forte du royaume de Lo (dit royaume du Mustang (1380-2008))
  - Grottes de Mustang (en), 10 000, momies, peintures bouddhistes

- Province de Karnali (Nord-Ouest, 500-600 km, rivière Karnali)
  - Vallée de Sinja (en), ancien royaume Khasa
  - Complexe du temple Bhurti (en) (District de Dailekh)

- Parc national de Sagarmatha (Nord-Est, 275 km, > 2850 m)
- Parc national de Shey Phoksundo (Nord-Ouest, 320 km, 1984, > 2000 m)

- Liste de temples bouddhistes au Népal (en)
- Liste de temples hindouistes au Népal (en)